# رود خونی
رود خونی رودی است به Buffalo River می‌ریزد. این رود از کشور آفریقای جنوبی می‌گذرد.